# Holt (okręg Bacău)
Holt – wieś w Rumunii, w okręgu Bacău, w gminie Letea Veche. W 2011 roku liczyła 1555 mieszkańców.